# Psilopogon pyrolophus
El barbudo picofuego (Psilopogon pyrolophus) es una especie de ave piciforme de la familia Megalaimidae.

## Hábitat y distribución
Su hábitat natural son los bosques húmedos a baja altitud y bosques de montaña tropicales y subtropicales.
Puede encontrarse en Indonesia y Malasia. Aunque su población no ha sido aún cuantificada se la considera poco común y común en algunas zonas.

## Galería

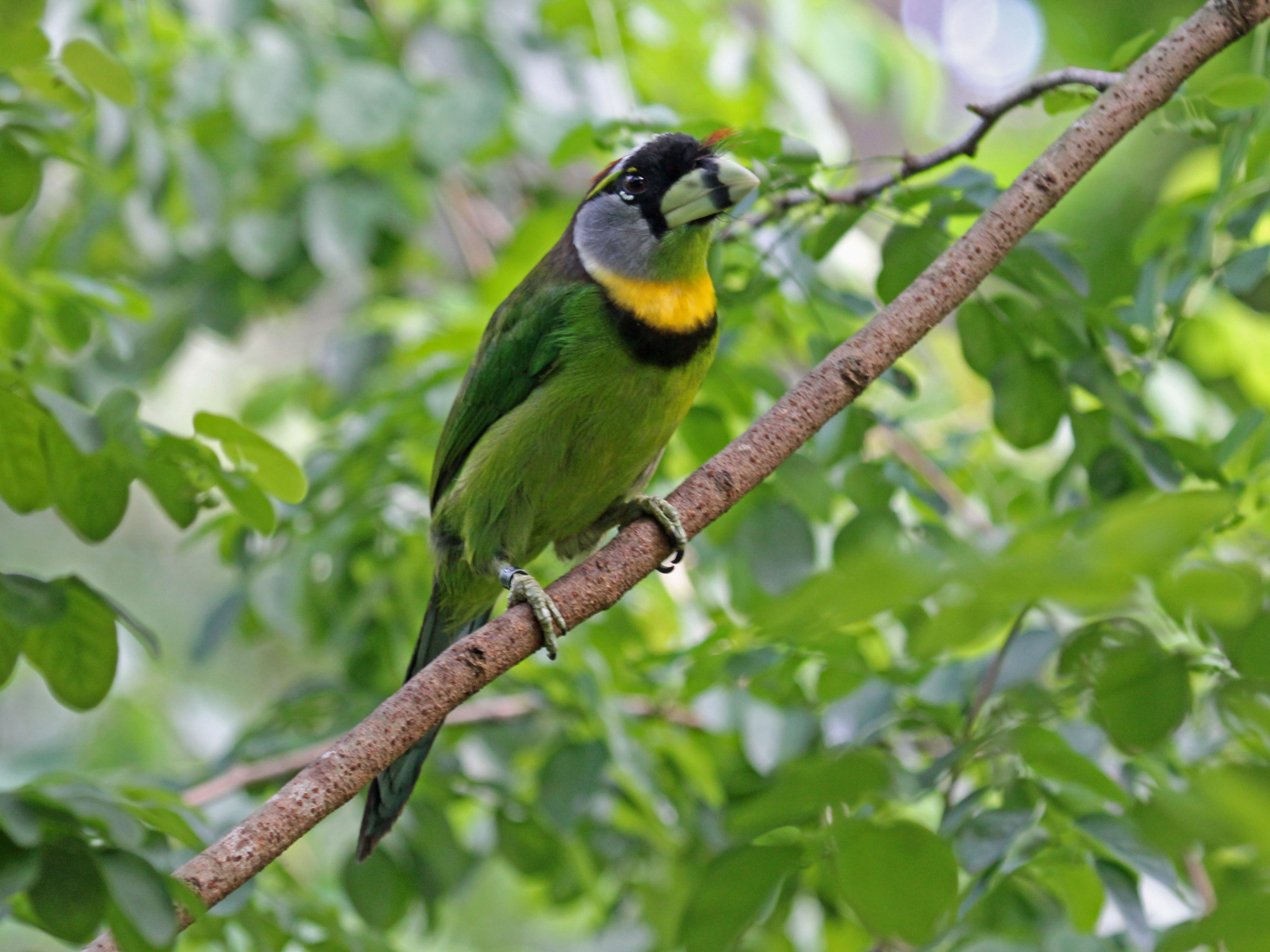
Zoo de Miami
- Fraser's Hill, Malasia, Agosto 1994